# Všude žijí lidé
Všude žijí lidé (en txec la gent viu a tot arreu) és una pel·lícula de drama psicològic de Txecoslovàquia del 1960 dirigida per Jiří Hanibal i Stepán Skalský. Va participar en la selecció oficial del Festival Internacional de Cinema de Sant Sebastià 1961.

## Argument
Després de la seva graduació, el jove doctor Mirek Vodák voldria quedar-se a Praga amb la seva promesa Eva. Tanmateix no li és concedit i Mirek ha d'anar a Lužany a prop de Sušice per substituir el metge Mrázek, que es retira aviat. Mrázek té un cor malalt, però és desinteressat i molt estimat dels seus pacients. Mirek s'hi sent molt sol però poc a poc es guanya la confiança de la gent de Luzany. Només té la companyia d'Olga, una jove secretària postal, casada amb un mestre que no s'ocupa d'ella. L'Eva, que és una nedadora d'èxit, es nega a seguir Mirek al poble. La seva visita a Lužany resultarà un fracàs, a Eva no li agrada que Mirek no tracti de tornar a Praga. Mrázek és traslladat a l'hospital després d'un atac sever i Mirek assumeix tota la responsabilitat. En una situació dramàtica, salvarà la vida d'un jove tractorista. La nit de Cap d'Any va a Praga amb d'Eva, però es nega a demanar la plaça a Kladno. Torna a Luzany i espera que Eve es quedi amb ell.

## Repartiment
- Zdenek Stepánek... Dr. Mrázek
- Ivan Palec... Mirek Vodák
- Jana Hlavácová... Eva Filipová
- Jana Stepánková... Olga Reháková
- Jana Drbohlavová ... 	Líba
- Jan Tríska ... Lojza Posvár
- Elena Hálková ... Filipová, mare d'Eva